# Slabá interakce
Slabá interakce (někdy též slabá jaderná síla) je jedna ze čtyř základních interakcí, působících mezi částicemi hmoty. Název slabá se používá proto, že je 1013krát slabší než silná interakce.

## Vlastnosti
Slabá interakce působí na všechny leptony a kvarky. Neuvažujeme-li velmi slabou gravitaci, pak je to jediná síla působící na neutrino.
Přestože v Fermiho teorii je slabá interakce popisovaná pomocí čtyř fermionů, dnes víme, že je přenášena bosony W a Z. Protože jsou velmi těžké, asi 90 GeV/c2, a mají i energetickou šířku Γ v řádu GeV, je jejich střední doba života (τ=ħ/Γ) asi 3×10−25 sekund. I při pohybu rychlostí srovnatelnou s rychlostí světla je dosah slabé interakce omezen na 10−18 metrů, asi tisícinu poloměru atomových jader.
Slabá interakce nezachovává paritu. Velmi dobré vysvětlení podává teoretická formulace pomocí vlnových funkcí vstupujících a vystupujících částic, v nichž interakční členy mají tvar rozdílu vektorového a pseudovektorového (axiálně-vektorového) příspěvku (tzv. V-A charakter interakce). To je zjednodušeně řečeno ekvivalentní popisu, do kterého vstupují vektorově pouze složky vlnových funkcí s levotočivou chiralitou.
Jedním z projevů slabé interakce je radioaktivní rozpad β.

## Interakce zprostředkovaná bosonem W

Feynmanův diagram rozpadu beta (neutron → proton + elektron + antineutrino), který lze nahlížet také jako interakci dvou slabých nabitých proudů: kvarkového d−u a leptonového ν_{e}−e^{−}

Bosony W se účastní slabých interakcí, při kterých se mění vůně a elektrický náboj interagujících elementárních částic. Takové interakce lze zobrazit a matematicky popsat jako interakci tzv. slabých nabitých proudů vázaných bosonem W. V nabitém proudu se přitom interakcí s bosonem W zachovává leptonové či hadronové číslo. Je tvořen leptonem a příslušným neutrinem, nebo horním a spodním kvarkem. Větve slabého proudu jdoucí proti časové ose se interpretují jako příslušné antičástice.
Nejznámějším příkladem je radioaktivní rozpad beta, například rozpad neutronu. Neutron je přeměněn na proton, elektron (v tomto kontextu tzv. částice beta) a elektronové antineutrino:
n → p+ + e− + νe
Ve skutečnosti je nutno neutron považovat za vázanou soustavu (udd) jednoho kvarku u a dvou kvarků d, beta rozpadu se účastní jeden z d kvarků, který se mění na kvark u a vytvoří proton (uud). Na nejzákladnější úrovni pak slabá síla změní vůni a náboj jednoho kvarku:
d → u + W−
bezprostředně poté následuje rozpad samotného W−:
W− → e− + νe
Zprvu se předpokládalo, že slabé nabité proudy spojují pouze částice stejné generace. To však platí pouze pro leptonové proudy. Naopak u podivných částic byla poprvé prokázána změna generace při slabé interakci (nezachování podivnosti). Bylo nutno také vysvětlit experimentálně prokázané mírné nezachování kombinované parity (tzv. CP parity) ve slabých interakcích s účastí kvarků.
Teoretickým vysvětlením je, že do kvarkových slabých nabitých proudů vstupují namísto vlnových funkcí dolních kvarků (d, s, b) lineární kombinace vlnových funkcí všech dolních kvarků (přičemž naprosto převažuje příspěvek kvarku stejné generace, jako je horní kvark ve druhé větvi slabého proudu). Směsné poměry udává tzv. Cabbibova-Kobajašiho-Masukawova matice. Za vysvětlení mechanismu nezachování podivnosti a narušení kombinované parity byla v r. 2008 udělena Nobelova cena za fyziku.
Boson W tedy slabou interakcí váže slabé nabité proudy z následujících 12 možných:
νe−e−, νμ−μ−, ντ−τ−, d−u, d−c, d−t, s−u, s−c, s−t, b−u, b−c, b−t.

## Interakce zprostředkovaná bosonem Z

Feynmanův diagram interakce dvou slabých neutrálních proudů: elektronového a neutrinového

Bosony Z se účastní slabých interakcí, které lze zobrazit a matematicky popsat jako interakci tzv. slabých neutrálních proudů (proudů tvořených neproměnnou částicí) vázaných bosonem Z. Při takových reakcích se (s ohledem na orientaci vstupujících a vystupujících větví proudů) buď nemění vůně ani elektrický náboj interagujících elementárních částic nebo interaguje (vzniká či anihiluje) částice se svou antičásticí.
Boson Z tedy slabou interakcí váže slabé neutrální proudy z následujících 12 možných:
νe−νe, νμ−νμ, ντ−ντ, e−−e−, μ−−μ−, τ−−τ−, d−d, u−u, s−s, c−c, b−b, t−t.
Na rozdíl od samovolně probíhajícího rozpadu beta vyžaduje pozorování slabých neutrálních proudů vysoké energie nutné k vytvoření předávaného bosonu Z, které jsou dostupné jen v několika málo vysoko-energetických fyzikálních laboratořích na světě.[zdroj?] Proto k experimentálnímu průkazu teoreticky předpovězených slabých neutrálních proudů došlo až v roce 1973 v CERNu (experiment GARGAMEL).

## Elektroslabá interakce
Teoreticky předpovězen a z velké části i experimentálně prokázán byl společný původ slabé a elektromagnetické interakce a mechanismus jejich oddělení. Tzv. elektroslabá interakce je popisována kalibračním polem zprostředkovaným tripletem bosonů W (W1, W2, W3) a singletním bosonem B0, přičemž všechny mají nulovou klidovou hmotnost. Tzv. Higgsovým mechanismem se při nižších energiích symetrie interakce spontánně naruší, z jedné lineární kombinace původních polí vznikne elektromagnetická interakce zprostředkovaná nehmotným fotonem, z ostatních tří vzniknou 3 intermediální bosony slabé interakce (W+, W− a Z0).

## Nobelovy ceny v oblasti
V roce 1957 získali Chen Ning Yang a Tsung-Dao Lee Nobelovu cenu za fyziku, poté co vyvrátili nutnost zachování parity při slabé interakci.
Standardní model částicové fyziky popisuje elektromagnetickou a slabou sílu jako dvě složky elektroslabé interakce. Za tuto teorii dostali Sheldon Glashow, Abdus Salam a Steven Weinberg Nobelovu cenu za fyziku v roce 1979.
V roce 1984 dostali Nobelovu cenu Carlo Rubbia a Simon van der Meer za práci v CERN vedoucí k objevu bosonů W a Z.
V roce 2008 pak získali toto ocenění Makoto Kobajaši a Tošihide Masukawa za objev původu narušené symetrie (CP parity u slabých nabitých kvarkových proudů) a předpověď existence nejméně tří rodin kvarků. Niccola Cabbibo, který vysvětlující mechanismus navrhl jako první, byl nobelovským výborem opomenut.
V roce 2013 dostali Nobelovu cenu Peter Higgs a François Englert za předpověď existence tzv. Higgsova bosonu – částice pole, zodpovědného za rozpad elektorslabé interakce na slabou a elektromagnetickou a za nenulovou klidovou hmotnost mj. bosonů W a Z.